# Острів Трамбецького
О́стрів Трамбе́цького (рос. Остров Трамбецкого) — невеликий острів у затоці Петра Великого Японського моря. Знаходиться за 930 м на південь від мису Трамбецького, навпроти бухти Анни. Адміністративно належить до Фокінського міського округу Приморського краю Росії.

## Географія
Острів округлої форми з двома невеликими півостровами на північному сході. Береги стрімкі та скелясті, лбмежені гальковими пляжами. На південному заході розташована єдина висока скеляста вершина. На острові відсутня будь-яка рослинність. За 20 м на північ від острова розташована велика надводна скеля, яку вважають невід'ємною частиною острова, хоча протока між ними досить глибока. Уздовж північного та півнінчо-східного берегів розкидані надводні та підводні камені.

## Історія
Острів названий 1896 року на честь розташована поряд мису Трамбецького, а той на честь М. М. Трамбецького, корабельного лікаря кліпера «Розбійник» під час експедиції підполковника корпусу флотських штурманів Василя Бабкіна.